# Sphodromantis viridis
Sphodromantis viridis es una especie de insecto mantodeo de la familia Mantidae. Recibe el nombre de mantis africana y se distingue de la mantis religiosa en la presencia de una mancha blanca en cada lado de los élitros, así como en la carencia de manchas blancas y negras en la parte interior de las patas delanteras, los fémures.

## Morfología
Estas mantis son de color verde o pardo, pudiendo tomar diversas tonalidades intermedias; pero, lo que las hace identificables son los puntos u ocelos blancos que posee sobre los élitros o alas quitinosas. Las hembras son algo mayores, pueden llegar hasta los 9 cm, mientras que los machos apenas llegan a 7 cm. 
La cabeza de S. viridis es muy corta en comparación con el tórax y abdomen, está provista de antenas, con fuertes mandíbulas y un par de ojos compuestos grandes. Tiene en la cabeza un pequeño, pero evidente, tubérculo entre la base de las antenas y el borde interno de los ojos. El escudo facial tiene forma cuadrangular. Posee antenas finas, más largas en el macho que en las hembras. El pronoto tiene forma semirromboidal, está muy ensanchado en su parte anterior y es más largo que ancho, con el borde finamente aserrado en las hembras. Como casi todas las mantis, la cabeza gira fácilmente hasta 180 grados. Tienen tres pares de patas, los dos pares de patas posteriores son marchadores, mientras que el par delantero está adaptado a la actividad predadora. Estas patas poseen dos características notables, en primer lugar la forma de articularse y en segundo lugar el conjunto de pinchos o espinas de su cara interna, afiladas y acabadas en una punta de color negro. Estas peculiaridades facilitan la retención de las presas capturadas por estos animales. El abdomen es alargado y algo globoso. Sobre este descansan los dos pares de alas, el primero de aspecto recio, quitinoso, con un gran ocelo blanco en cada uno de ellos y está destinado a proteger al segundo par de alas de aspecto membranoso, que es el que proporciona a la mantis la capacidad de volar. Los machos son mejores voladores que las hembras, que poseen un vuelo más irregular y torpe.
Todos los estadios ninfales  poseen el abdomen erguido. La ooteca es similar a la de Mantis religiosa pero más globosa y redondeada, de color beige o marrón, y es depositada sobre ramas y troncos.

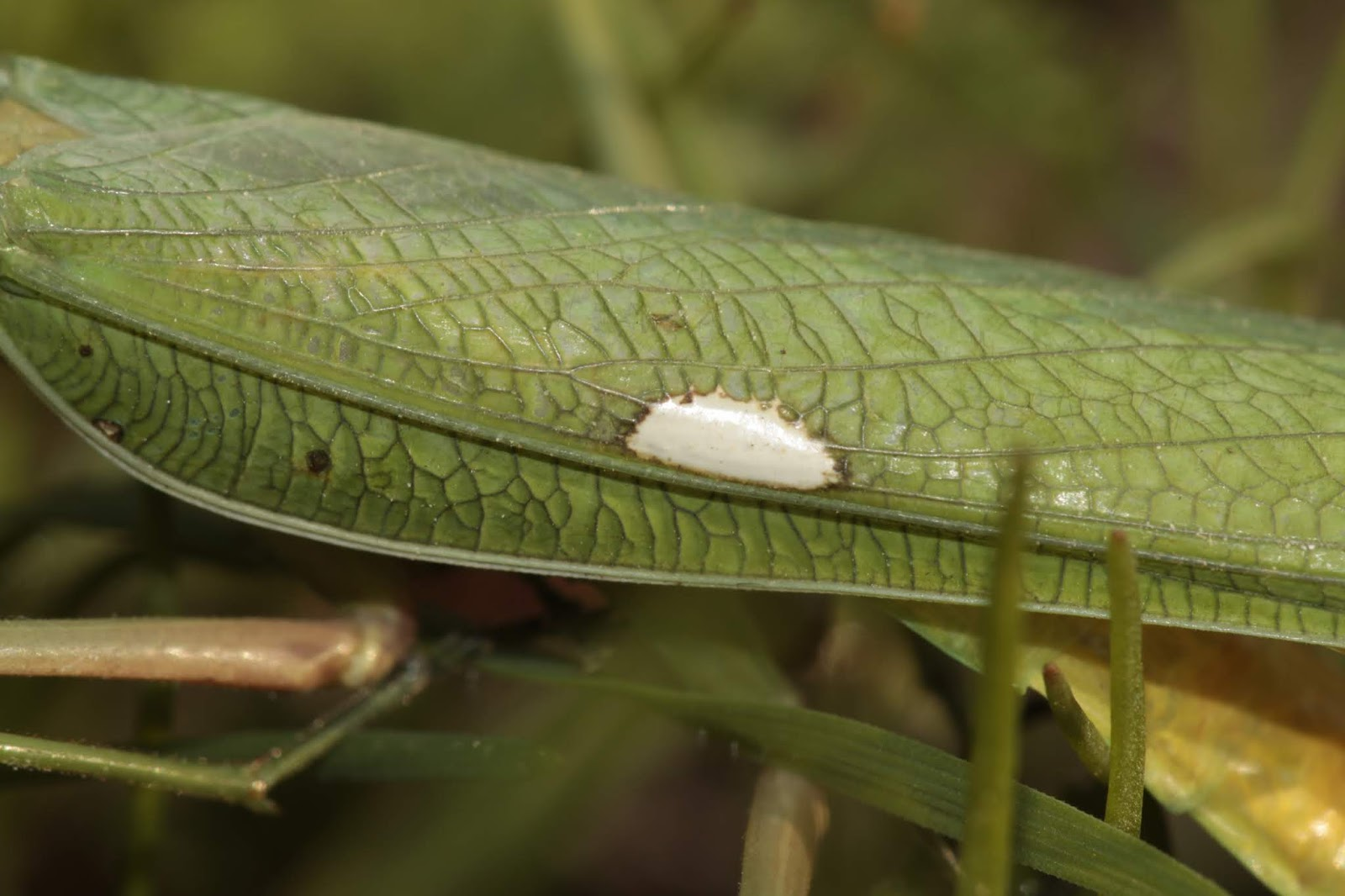
Detalle de la mancha blanca de la "Sphodromantis viridis". Ejemplar de Piedrabuena, Ciudad Real, España, en 2016.

## Hábitat y ecología

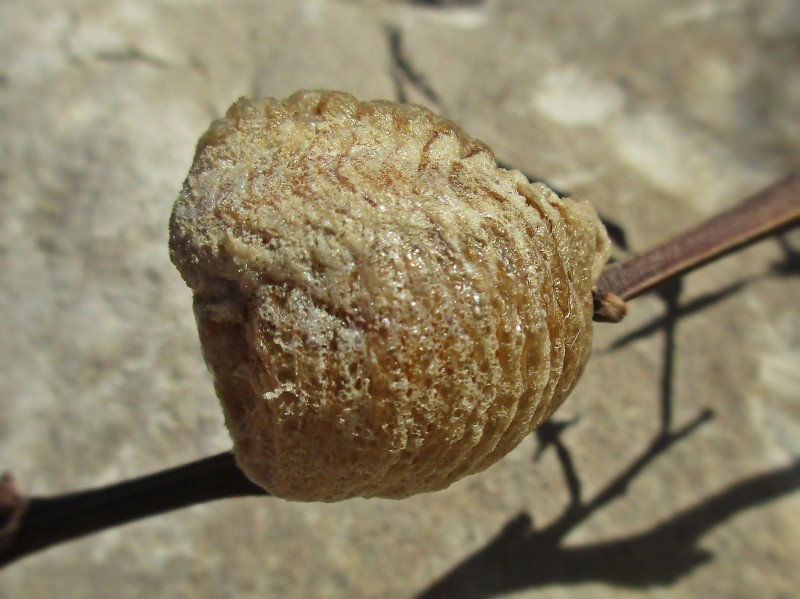
Ooteca de Sphodromantis viridis

Son seres de hábitos diurnos. Es una especie que se adapta bien al entorno en que vive. Podemos encontrarla tanto en zonas de matorral, con clima muy seco, como en jardines y bosques con mayor contenido en humedad ambiental. Aun así, de manera similar a Mantis religiosa, es muy adaptable y de rápida propagación. Vive en sitios bien soleados con arbustos altos y vegetación tupida, desde el nivel del mar hasta los 1000 m, o excepcionalmente los 2500 m. También puede encontrarse en zonas antropizadas como poblaciones, invernaderos y  campos de cultivo. Las formas adultas pueden verse de septiembre a noviembre, aunque dependiendo de la zona pueden encontrarse durante todos los meses del año. En general podemos encontrarla en ambientes en los que exista una buena cantidad de insectos de los que alimentarse.
La mantis es un insecto depredador, tiene una dieta exclusivamente carnívora, siendo su principal fuente de alimento otros tipos de insectos y arácnidos. Acecha a sus víctimas inmóvil en algún arbusto, o matorral. Para cazar goza de un sentido de la vista muy desarrollado gracias al enorme campo visual que le facilitan la gran movilidad de la cabeza junto con sus grandes ojos compuestos. Una vez localizada la presa, la mantis se muestra como un insecto muy ágil y veloz en sus movimientos. Para capturar a sus presas estira velozmente el conjunto articulado de sus patas anteriores, plegándolas y retrayéndolas rápidamente en torno al tórax o abdomen de la presa. Las espinas de los bordes y caras internas de estas patas facilitan la prensión de la víctima. Las mantis devoran con sus fuertes mandíbulas a sus presas inmediatamente después de su captura.
Durante el verano tiene lugar el apareamiento. Este es complejo y no exento de problemas, principalmente para el macho que frecuentemente suele acabar devorado por la hembra. El apareamiento comienza con la emisión de feromonas por parte de las hembras y que son captadas por los machos, que son más ágiles volando. La cópula comienza con una aproximación muy cautelosa del macho y siempre por atrás, una presentación frontal normalmente acaba con la predación del macho. Después de varios tanteos e intentos, el macho queda fijado a la hembra, quedando este muy atrás, evitando de este modo un ataque fatal por parte de la hembra. A partir de este momento, el macho comienza a depositar sus espermatozoides dentro del abdomen de la hembra. Con frecuencia la hembra se come la cabeza del macho, quedando este decapitado. Parece ser que este hecho estimula la capacidad reproductiva del macho. El apareamiento puede durar unas dos horas. Al final de la cópula la hembra puede terminar de devorar al macho o bien dejarlo, en el segundo caso si el animal está decapitado puede vivir hasta 24 horas más. Cada hembra puede ser fecundada por más de un macho. La hembra deposita, a final de verano o en otoño, sus huevos en montoncitos espumosos llamados ootecas, que ata a las ramitas o coloca debajo de piedras y maderas. La espuma se endurece pronto, lo que protege los huevos hasta que se abren sobre los meses de abril-mayo. Cada saco puede albergar entre 200 y 300 huevos. El tiempo de incubación suele ser de unos 6 meses. Por lo tanto el ciclo vital de una mantis es inferior a un año.
Las mantis cuando nacen, lo hacen en estado de ninfa, mudan su envoltura hasta 6 veces antes de convertirse en ejemplares adultos. Para ello se suspenden de alguna ramita, hacia abajo. El color del medio en el que habita durante su última muda determina el color del adulto.

## Distribución geográfica
Se encuentra en el centro y norte de África, en el centro, sur y noreste de la península ibérica y en la península arábiga. Se encuentra en proceso de expansión en la península ibérica y cada vez son más frecuentes las citas en diferentes municipios y provincias. 

## Subespecies
Esta especie incluye 5 subespecies, 3 de ellas presentes en la cuenca mediterránea: Sphodromantis viridis viridis distribuida entre las costas del Este del Mediterráneo y Oriente Medio, Sphodromantis viridis barbara solo presente en las costas del Norte de África y Sphodromantis viridis occidentalis distribuida desde el Sahara hasta el sur de España.